# Festival dos Oceanos

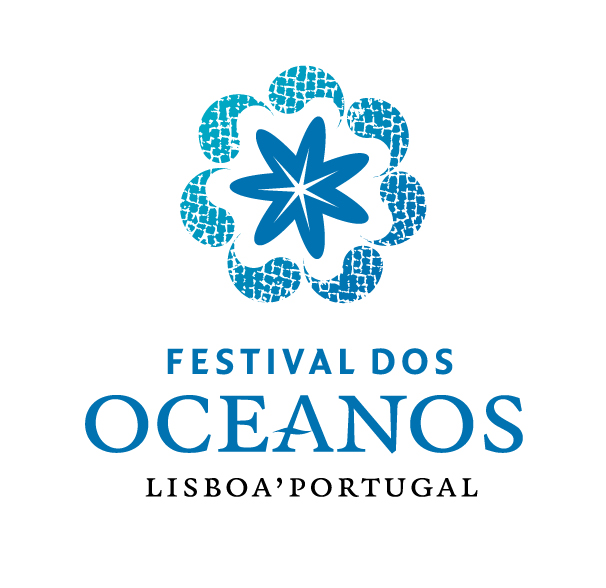

O Festival dos Oceanos é uma iniciativa da. Trata-se de um evento cultural de entrada livre que se realiza, anualmente, na primeira quinzena de Agosto, ao longo do Eixo Ribeirinho de Lisboa – Parque das Nações, Belém e Centro Histórico –, e que integra iniciativas dirigidas a todos os públicos.

## Oferta
Ao longo de 15 dias, Lisboa reforça a sua oferta cultural e de lazer, tornando-se no palco privilegiado de conferências, exposições, peças de teatro, animação de rua e concertos, convidando o público – portugueses e estrangeiros – a descobrir as diversas surpresas especialmente preparadas para cada edição.
Aplaudido por cerca de dois milhões de espectadores, ao longo de sete edições, o Festival dos Oceanos é um evento de projecção internacional que integra o calendário cultural da capital portuguesa.
O Festival dos Oceanos está em linha com o Plano Estratégico do Turismo de Lisboa, que recomenda a realização de iniciativas favorecedoras do aumento da notoriedade da capital portuguesa. Está também em sintonia com o Plano Estratégico Nacional do Turismo, quanto ao desenvolvimento e à inovação de conteúdos tradicionais portugueses, que constituem factores de diferenciação turística.
A primeira edição realizou-se em 1999, com o objectivo de perpetuar o espírito da EXPO’98, um evento marcante para a capital portuguesa e, assim, combater a sazonalidade típica de Agosto, com múltiplos eventos culturais gratuitos que atraem turistas e visitantes à cidade.

### Temas
- 1999 – Os Oceanos
- 2000 – Culturas do Mundo
- 2001 – Luz de Lisboa
- 2007 – O Mar
- 2008 – 10º Aniversário EXPO’98
- 2009 – Ano Internacional da Astronomia
- 2010 – Centenário da República Portuguesa – a maior afluência de sempre com 350 mil espectadores

O Festival dos Oceanos conta com o apoio do Turismo de Portugal, da Câmara Municipal de Lisboa, do Casino Lisboa e da Parque EXPO – Gestão Urbana do Parque das Nações.
O evento é produzido, desde 2007, pela, uma empresa de marketing e eventos, reconhecida pela criação e implementação de acções originais e de alto impacto.

### Objectivos
- Promover um evento cultural que aumente o fluxo turístico para a Cidade, principalmente num dos meses de menor afluência de turistas, como Agosto;
- Promover a animação cultural de Lisboa, nomeadamente no Eixo Ribeirinho;
- Aumentar o interesse turístico despertado durante a EXPO’ 98, que atraiu à cidade milhares de visitantes portugueses e estrangeiros;
- Reforçar a oferta de city-breaks, o principal produto estratégico para Lisboa;
- Aumentar a notoriedade da capital portuguesa junto dos turistas e operadores e, assim, promover internacionalmente o destino;
- Potenciar a oferta turística de Lisboa no período estival, à semelhança da estratégia adoptada pelos principais destinos concorrentes europeus que adoptaram Festivais característicos (Ex.: Festival de Pamplona e La Tomatina, em Espanha; Festival de Salzburgo, na Áustria; Festival d’Avignon em França; Oktoberfest, na Alemanha).

### Eixo Ribeirinho
O Festival dos Oceanos é um evento que decorre nas três micro-centralidades de Lisboa: Centro Histórico, Belém e Parque das Nações.
O Centro Histórico personifica “a alma da Cidade”, com séculos de História. Belém representa a “Lisboa dos Descobrimentos”, um importante pólo museológico e cultural com ligações ao rio/mar e, o Parque das Nações apresenta-se como a “Lisboa Moderna”, com condições de excelência para a recepção de turistas.